# Зоряне (Кропивницький район)
Зо́ряне — село в Україні, у Кетрисанівській сільській громаді Кропивницького району Кіровоградської області. Населення становить 186 осіб.

## Географія
Селом тече Балка Криничувате.

## Населення
Згідно з переписом УРСР 1989 року чисельність наявного населення села становила 248 осіб, з яких 105 чоловіків та 143 жінки.
За переписом населення України 2001 року в селі мешкало 186 осіб.

### Мова
Розподіл населення за рідною мовою за даними перепису 2001 року:
| Мова       | Відсоток |
| ---------- | -------- |
| українська | 97,85 %  |
| російська  | 2,15 %   |

## Відомі люди
- Лашкул Віталій Леонідович (1971-2016) — старший солдат, командир інженерно-саперного відділення інженерно-саперної роти групи інженерного забезпечення 57-ї мотопіхотної бригади ЗСУ. Загинув у Луганський області від вибуху гранати під час проведення розмінування, рятуючи життя молодшого товариша по службі.